# 蓬泰
蓬泰（義大利語：Ponte），是意大利贝内文托省的一个市镇。总面积17.8平方公里，人口2678人，人口密度150.4人/平方公里（2009年）。ISTAT代码为062053。